# Tabuk (prowincja)
Tabuk (arab. تبوك) – jedna z 13 prowincji w Arabii Saudyjskiej. Znajduje się w północno-zachodniej części kraju.